# Padmasana (santuário)

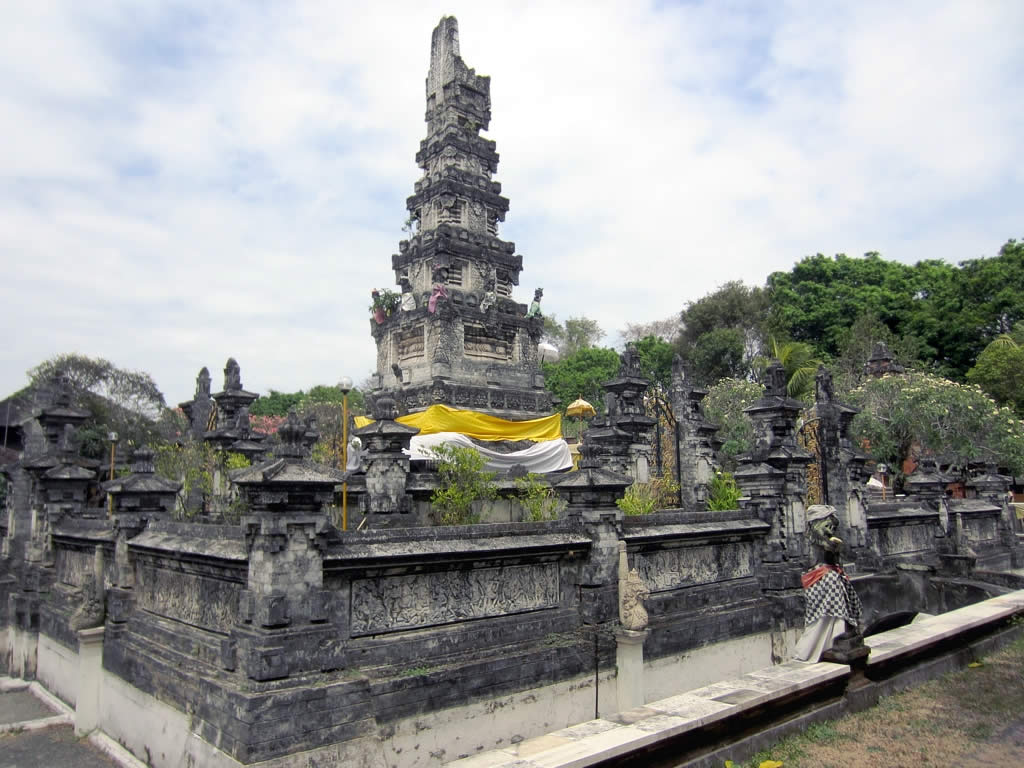
Um santuário padmasana elaborado em Pura Jagatnatha, Dempassar, Bali

O padmasana ("assento de lótus") é um tipo de santuário em um templo balinês. O santuário é basicamente moldado como um trono vazio no topo de um pilar. Juntamente com as torres Meru, o padmasana é um tipo de santuário reservado para a divindade mais importante do hinduísmo balinês, geralmente para representar o deus supremo, Sang Hyang Widhi Wasa.

## História
A introdução do santuário padmasana como um altar ao Deus Supremo foi atribuída a Dang Hyang Nirartha, o sacerdote do rei de Gelgel Batu-Renggong. Dang Hyang Nirartha foi um brâmane javanês, um poeta, um arquiteto e um professor religioso. Ele chegou a Bali em 1537, na época em que o islã estava se espalhando do oeste em Java. Uma de suas reformas em Bali foi a introdução do santuário padmasana, um altar ao deus supremo.

## Forma e localização
Um padmasana tem um trono vazio em cima, a sede de Sang Hyang Widhi Wasa. A frente do trono é geralmente decorada com a imagem de Sang Hyang Widhi Wasa. Um cisne ou águia frequentemente decora a parte de trás do santuário, sendo o cisne o veículo de Brama, e a águia o de Vixnu. Como muitas construções religiosas na Indonésia, o santuário padmasana é dividido em três seções, da base ao topo, o bhur (mundo dos demônios), bhuwah (mundo dos homens) e swah (o mundo dos deuses). A base de um padmasana, a bhur loka, é geralmente decorada com uma figura de Bedawang Nala, a tartaruga cósmica que carrega o mundo, e as duas cobras Anantaboga e Basuki, um símbolo das necessidades terrenas do homem. A parte central de um padmasana, o buwah loka, geralmente contém decoração das atividades diárias do homem. Perto do trono, abaixo do topo, geralmente são decorados com várias manifestações de figuras celestes. Um padmasana é normalmente posicionado no local mais sagrado de um complexo do templo, o canto kaja-kangin (nordeste). Muitas vezes é colocado em um ângulo de modo que o trono esteja voltada para o kelod-kauh (sudoeste).

## Exemplos
Na verdade, todos os três são dedicados aos aspectos de Xiva. O santuário vestido de vermelho à direita é dedicado a Sadhashiva, o santuário de vestes negras à esquerda também é para Xiva, e o santuário do meio vestido de branco é dedicado a Paramashiva. O enorme e elaborado padmasana de Pura Jagatnatha em Dempassar está localizado no centro do templo.